# Chaetocnema phuthaditjhabensis
Chaetocnema phuthaditjhabensis is een keversoort uit de familie bladkevers (Chrysomelidae). De wetenschappelijke naam van de soort werd in 2000 gepubliceerd door Biondi & De Nardis, G.